# المحول المولد مسبق التدريب 5
المُحول المُولِّد مسبق التدريب 5 أو جي بي تي-5 '(GPT 5) هو نموذج لغة كبير متعدد الوسائط تم تطويره بواسطة OpenAI، وهو الجيل الخامس في سلسلة نماذج التحويل التوليدية المدربة مسبقًا (GPT). أُطلق النموذج رسميًا في 7 أغسطس 2025، وهو متاح عبر ChatGPT لجميع المستخدمين، بما في ذلك المستخدمين المجانيين، وكذلك عبر واجهة برمجة التطبيقات (API) الخاصة بـ OpenAI. يُعتبر GPT-5 خطوة متقدمة في مجال الذكاء الاصطناعي، حيث أشار سام ألتمان، الرئيس التنفيذي لـ OpenAI، إلى أن النموذج "أفضل بكثير" من سابقيه، ويمتلك قدرات على مستوى "الدكتوراه"  عبر مجموعة واسعة من المهام، ويُعد "خطوة كبيرة نحو الذكاء الاصطناعي العام (AGI)".

## نظرة عامة
تم تصميم GPT-5 ليكون نموذجًا متعدد الوسائط، قادرًا على معالجة وتوليد النصوص، الصور، وربما الصوت، مع تحسينات كبيرة في الأداء مقارنة بالنماذج السابقة مثل GPT-4 وGPT-4o. يتميز النموذج بسرعة استجابة أعلى، تقليل الهلوسة (المعلومات غير الدقيقة)، وقدرات متقدمة في البرمجة، الرياضيات، الكتابة، الرعاية الصحية، والإدراك البصري. يمتلك النموذج نافذة سياق تصل إلى 400,000 رمز (token)، مما يتيح له معالجة كميات هائلة من البيانات في وقت واحد.تم تدريب GPT-5 باستخدام بيانات ضخمة تشمل مجموعات بيانات متنوعة مثل النصوص من الإنترنت، الأوراق الأكاديمية، التعليقات البرمجية، والبيانات القانونية. وفقًا لتقرير صادر عن LifeArchitect.ai، قد يشمل التدريب حوالي 70 تريليون رمز بعد التنقيح، مما يجعله واحدًا من أكبر النماذج من حيث حجم البيانات المستخدمة. استخدمت OpenAI أيضًا بيانات اصطناعية (synthetic data) لتحسين جودة التدريب، وهي تقنية أصبحت شائعة لتعزيز قدرات النماذج اللغوية الكبير

## الخصائص والقدرات
- البرمجة: يُعد GPT-5 النموذج الأقوى من OpenAI في مجال البرمجة حتى الآن، حيث يُظهر تحسينات كبيرة في إنشاء واجهات المستخدم المعقدة وتصحيح أخطاء المستودعات البرمجية الكبيرة.
- الرعاية الصحية: يوفر النموذج إجابات أكثر دقة وموثوقية حول الأسئلة المتعلقة بالصحة، مع تكييف الردود بناءً على سياق المستخدم، مستوى معرفته، وموقعه الجغرافي.
- التخصيص: يتيح GPT-5 للمستخدمين الاختيار بين أربع شخصيات محادثة جديدة (Cynic، Robot، Listener، Nerd)، مما يعزز تجربة التفاعل الشخصية. هذه الميزة متاحة حاليًا كمعاينة بحثية وتعمل بالنصوص فقط.
- التكامل: أعلنت شركة مايكروسوفت عن خطط لدمج GPT-5 في مجموعة واسعة من منتجاتها، مما يعزز تطبيقاته في مجالات مثل تحليل البيانات وإدارة العلاقات مع العملاء.
- التوفر: النموذج متاح لجميع مستخدمي ChatGPT، بما في ذلك المستخدمين المجانيين، مع وصول غير محدود لمستخدمي خطة Pro وميزات إضافية مثل GPT-5 Thinking لمستخدمي Plus وPro.

## التدريب والتطوير
تم تدريب GPT-5 باستخدام المحولات (Transformer) التي طورتها OpenAI منذ إصدار GPT-1 في عام 2018. يعتمد النموذج على مزيج من التعلم غير المراقب، الضبط الدقيق المراقب، والتعلم المعزز بمساعدة التغذية الراجعة البشرية (RLHF). استفاد التدريب من موارد الحوسبة المقدمة من Microsoft Azure، مما سمح بمعالجة كميات هائلة من البيانات.تشمل مجموعات البيانات المستخدمة في التدريب مصادر متنوعة مثل:
- Common Crawl (بيانات الويب العامة)
- Reddit (منشورات وتعليقات)
- Wikipedia (متعدد اللغات)
- GitHub (تعليمات برمجية)
- Books (كتب من مصادر مثل Books1 وBooks3)
- أخبار (مقالات من مصادر مثل News Corp وAP)

لم تكشف OpenAI عن التفاصيل الدقيقة لحجم النموذج من حيث عدد المعلمات، لكن تقديرات غير رسمية تشير إلى أنه قد يحتوي على تريليونات المعلمات، مما يجعله أكبر بكثير من GPT-4 الذي يُعتقد أنه يحتوي على 1.76 تريليون معلمة.

## الانتقادات
على الرغم من التحسينات، لا يزال هناك قلق بشأن قدرة النموذج على التعامل مع النصوص متعددة اللغات، خاصة اللغات ذات الموارد المنخفضة أو التي تستخدم نصوصًا غير لاتينية.
ويرى البعض أن الاعتماد المتزايد على نماذج مثل GPT-5 قد يقلل من التفاعل مع مصادر المعرفة التقليدية مثل ويكيبيديا، مما قد يؤثر على جودة المعلومات المتاحة عبر الإنترنت.
ويواجه النموذج تحديات تتعلق بالتكلفة العالية للتدريب والتشغيل، بالإضافة إلى المخاوف الأخلاقية المرتبطة بالبيانات المستخدمة. كما أن المنافسة المتزايدة من نماذج مثل Gemini من Google وClaude من Anthropic تضع ضغطًا على OpenAI لمواصلة الابتكار.

## التوفر والاشتراكات
يتوفر GPT-5 عبر منصة ChatGPT لجميع المستخدمين، مع مستويات وصول مختلفة:
- المستخدمون المجانيون: يمكنهم الوصول إلى GPT-5 مع حدود استخدام.
- مستخدمو Plus وPro: يحصلون على وصول غير محدود وميزات إضافية مثل GPT-5 Thinking وGPT-5 Pro.
- المؤسسات والتعليم: سيتم طرح النموذج للمؤسسات التعليمية والشركات في غضون أسبوع من الإطلاق.
- واجهة برمجة التطبيقات: متاحة للمطورين عبر منصة OpenAI، مما يتيح دمج النموذج في تطبيقات متنوعة.